# Rolduckerveld

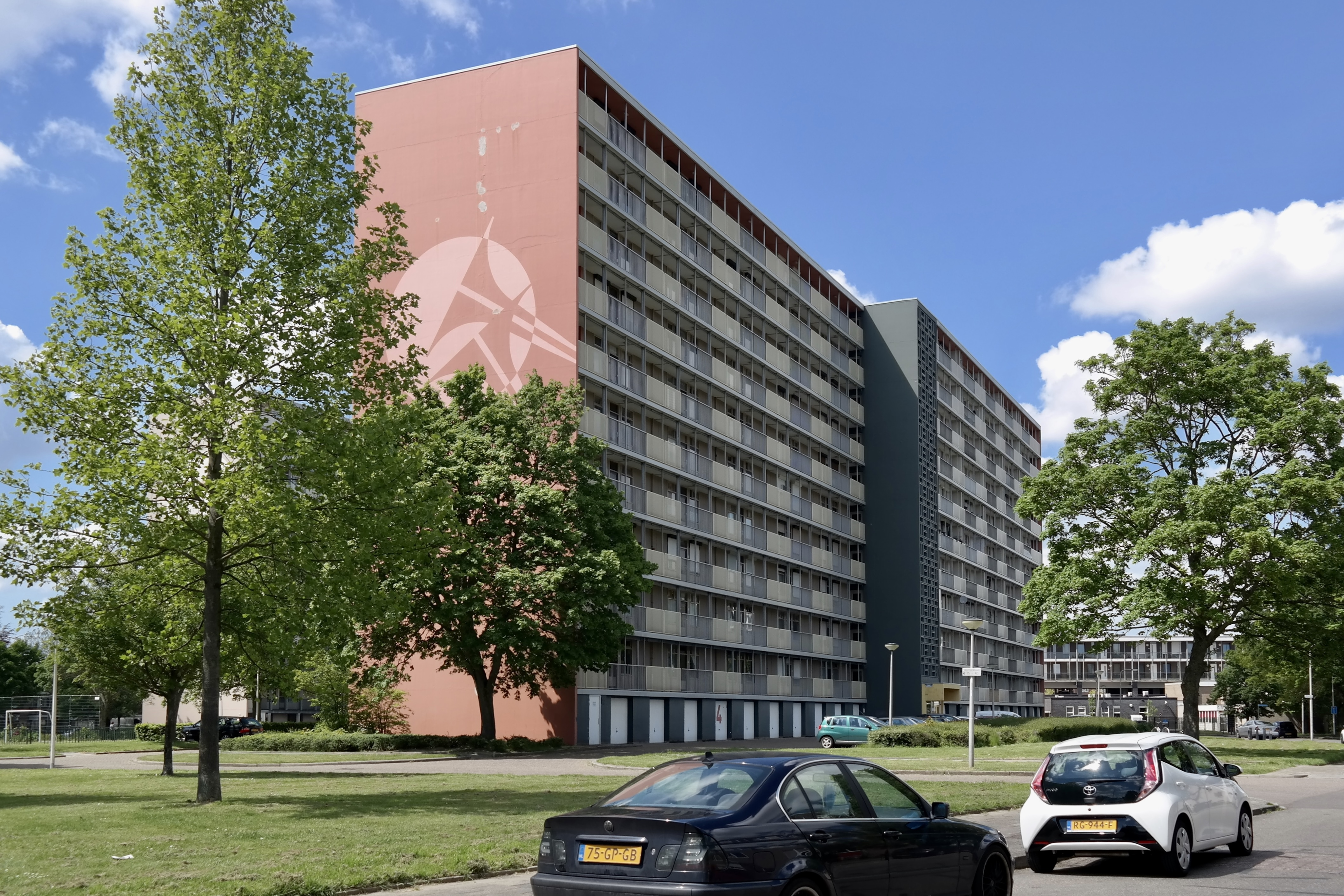
Flat aan Hertogenlaan

Rolduckerveld is een wijk in het oosten van de gemeente Kerkrade in de Nederlandse provincie Limburg. De wijk is onderdeel van het stadsdeel Kerkrade-Oost en bevindt zich tegen de grens met Duitsland in het oosten.
Aan de zuidzijde grenst Rolduckerveld aan Holz, in het zuidwesten aan Kerkrade-Centrum, in het westen aan Chevremont en in het noorden aan Haanrade. Rolduckerveld ligt zelf op het Plateau van Kerkrade.
In het gebied van het huidige Rolduckerveld stond in de Romeinse tijd de Romeinse villa Rolduc. De Abdij Rolduc met de Abdijkerk Rolduc ligt in dit stadsdeel en aan de rand van het stadsdeel staat de Blijde Boodschapkerk en de Mariakapel. Verder ligt in het stadsdeel het Berenbos waar vroeger twee schachten van de Domaniale mijn waren en waar steenafval werd gestort op de Steenberg Beerenbosch.
Vanaf midden jaren 60 van de 20ste eeuw domineren vier galerijflats met tien verdiepingen het aangezicht van de wijk en zijn vanwege hun ligging op het plateau en de kleurrijke gevelschilderingen van verre te herkennen.  De twee flats aan de Hertogenlaan werden in 2022 gesloopt.
Bleijerheide · Chevremont · Eygelshoven · Gracht · Haanrade · Ham · Heilust · Holz · Hopel · Kaalheide · Kaffeberg · Kerkrade-Centrum · Locht · Mucherveld · Nulland · Rolduckerveld · Spekholzerheide · Terwinselen · Vink · Waubacherveld

Limburg: Steden en dorpen      Nederland: Provincies · Gemeenten